# Логическая бомба
Логическая бомба (англ. Logic bomb) — программа, которая запускается при определённых временны́х или информационных условиях для осуществления вредоносных действий (как правило, несанкционированного доступа к информации, искажения или уничтожения данных).
Многие вредоносные программы, такие как вирусы или черви, часто содержат логические бомбы, которые срабатывают в заранее определённое время (логические бомбы с часовыми механизмами) или при выполнении определённых условий, например, в пятницу 13-го, день смеха или в годовщину Аварии на Чернобыльской АЭС (вирус CIH).
К логическим бомбам как правило относят код, который приводит к несообщённым заранее последствиям для пользователей. Таким образом, отключение определённой функциональности или окончание работы условно-бесплатных программ, после завершения установленного периода, не считается логической бомбой.

## Интересные факты
- «АВТОВАЗ» стал первым предприятием в СССР, на котором в ноябре 1982 года с помощью логической бомбы в компьютерной программе (автор — программист УОП), был остановлен сборочный конвейер.[2]